# 遠山千雅乃
遠山 千雅乃（とおやま ちかの）は、日本の女優、女性声優。かつてはオフィス遊牧民に所属していた。

## 出演

### テレビドラマ
- 松本清張サスペンス 潜在光景（1988年、フジテレビ）

### テレビアニメ
1987年
- めぞん一刻

### ゲーム
1990年
- 雀偵物語

### バラエティ番組
- 天才・たけしの元気が出るテレビ!! 第47回（1986年6月8日、日本テレビ）「元気が出る名作劇場『シンデレラ』」 - ヒマワリ